# Законодательное собрание Амурской области
Законодательное собрание Амурской области (до 2008 года — Совет народных депутатов Амурской области) — законодательный и представительный однопалатный орган государственной власти Амурской области, является постоянно действующим высшим и единственным органом законодательной власти области.
28 января 2021 года члены Законодательного собрания проголосовали за уменьшение количества депутатов с 36 до 27, убрав 9 мандатов в едином пропорциональном округе. Поправка вступила в полную силу и была задействована во время законодательных выборов в сентябре 2021 года.

## Полномочия
Федеральным законом «Об общих принципах организации законодательных (представительных) и исполнительных органов государственной власти субъектов Российской Федерации», иными федеральными законами, Уставом (основным Законом) Амурской области определено, что Законодательное Собрание Амурской области:
1) принимает Устав (основной Закон) Амурской области и поправки к нему;
2) осуществляет законодательное регулирование по предметам ведения области и предметам совместного ведения Российской Федерации и области в пределах полномочий области;
3) осуществляет иные полномочия, установленные Конституцией Российской Федерации, федеральными законами, Уставом (основным Законом) Амурской области, настоящим Законом и иными законами области.

## Фракции VII созыва
| Фракция             | Руководитель                    | Кол-во депутатов |
| ------------------- | ------------------------------- | ---------------- |
| «Единая Россия»     | Андрей Анатольевич Рудь         | 18               |
| КПРФ                | Роман Александрович Кобызов     | 3                |
| ЛДПР                | Наталья Юрьевна Михайлова       | 1                |
| Справедливая Россия | Кирилл Вячеславович Зимин       | 1                |
| Партия пенсионеров  | Александр Васильевич Василенко  | 1                |
| «Новые люди»        | Александр Александрович Додонов | 1                |
| «Коммунисты России» | Сергей Петрович Рафальский      | 1                |

## Комитеты
- Комитет по вопросам аграрной политики, природопользования и экологии
- Комитет по вопросам бюджетной, налоговой и финансовой политики
- Комитет по вопросам законодательства, местного самоуправления и регламенту
- Комитет по вопросам предпринимательства, межрегиональным и внешнеэкономическим связям
- Комитет по вопросам социальной политики
- Комитет по вопросам экономики и собственности области

## Председатели
- до 12 марта 2008 года — Олег Александрович Турков
- 12 марта 2008 — 16 марта 2009 года — Николай Николаевич Швец
- 26 марта 2009 — 4 декабря 2011 года — Александр Николаевич Башун
- 19 декабря 2011 — 24 декабря 2012 года — Николай Анатольевич Савельев
- с 28 сентября 2021 года — Константин Викторович Дьяконов